# Natalija Šikolenko
Natalija Ivanovna Šikolenko (belorusko Наталья Ивановна Шиколенко), beloruska atletinja, * 14. november 1979, Andižan, Sovjetska zveza, † 	15. maj 2025, Gelendžik, Rusija.
Nastopila je na poletnih olimpijskih igrah v letih 1992 in 1996, leta 1992 je osvojila naslov olimpijske podprvakinje v metu kopja. Na svetovnih prvenstvih je osvojila naslov prvakinje leta 1995 in bronasto medaljo leta 1993.
Tudi njena sestra Tatjana je bila atletinja.